# Université Paris-Dauphine
A Université Paris-Dauphine é uma instituição pública de ensino e pesquisa localizada em Paris, Île-de-France, França. É a única instituição na França a ser uma grande école e universidade. A Dauphine foi fundada como uma faculdade de economia e gestão em 1968 na antiga sede da NATO no oeste de Paris, no 16º arrondissement.
Dauphine é conhecida por seu ensino em finanças, economia, matemática, direito e estratégia empresarial.